# Mallinella pingzhoui
Espèce
Mallinella pingzhoui est une espèce d'araignées aranéomorphes de la famille des Zodariidae.

## Distribution
Cette espèce est endémique de la province de Vĩnh Phúc au Viêt Nam,. Elle se rencontre dans le parc national de Tam Đảo.

## Description
Le mâle holotype mesure 4,36 mm et la femelle paratype 5,57 mm.

## Systématique et taxinomie
Cette espèce a été décrite par Lin et Li en 2023.

## Étymologie
Cette espèce est nommée en l'honneur de Ping-zhou Zhu.

## Publication originale
- Lin, Li & Pham, 2023 : « Taxonomic notes on some spider species (Arachnida: Araneae) from China and Vietnam. » Zoological Systematics, vol. 48, no 1, p. 1-99.